# Buôn bán nô lệ Ả Rập

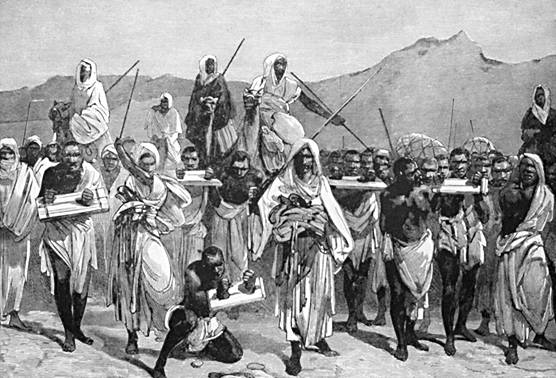
Bản khắc gỗ thế kỷ 19 mô tả một đoàn buôn bán nô lệ Ả Rập vận chuyển nô lệ da đen châu Phi qua sa mạc Sahara.

Buôn bán nô lệ Ả Rập là điểm kết nối chung của chế độ nô lệ và thương mại bao quanh thế giới Ả Rập và Ấn Độ Dương, chủ yếu ở Tây và Trung Á, Bắc và Đông Phi, Ấn Độ và Châu Âu. Sự trao đổi này xảy ra chủ yếu giữa thời Trung cổ và đầu thế kỷ 20. Việc buôn bán được thực hiện thông qua các thị trường nô lệ ở những khu vực này, với những nô lệ bị bắt đi hầu hết từ nội địa châu Phi, Nam và Đông Âu, Kavkaz và Trung Á.
Walter Rodney lập luận rằng thuật ngữ Buôn bán nô lệ Ả Rập là một cái tên nhầm lẫn lịch sử vì thương mại song phương thỏa thuận giữa các nhóm dân tộc thực hiện qua qua 'đề xuất mạng lưới thương mại Zanj' có phần lớn giao dịch là quá trình mua lại nô lệ chattel, chứ không phải là giao kèo phục vụ. Thay vào đó, ông gọi nó là buôn bán nô lệ Đông Phi hoặc buôn bán nô lệ Ấn Độ Dương. Những người khác cũng đã đề xuất tên gọi buôn bán nô lệ xuyên Sahara. Mạng lưới buôn bán nô lệ Đông Phi sau đó bị các thương nhân thực dân châu Âu thống trị vào thế kỷ 18 và 19, khi điểm đến của hầu hết nô lệ Tây Phi là các thuộc địa đồn điền thuộc sở hữu của người châu Âu.

## Phạm vi giao dịch

### Nô lệ Zanj châu Phi

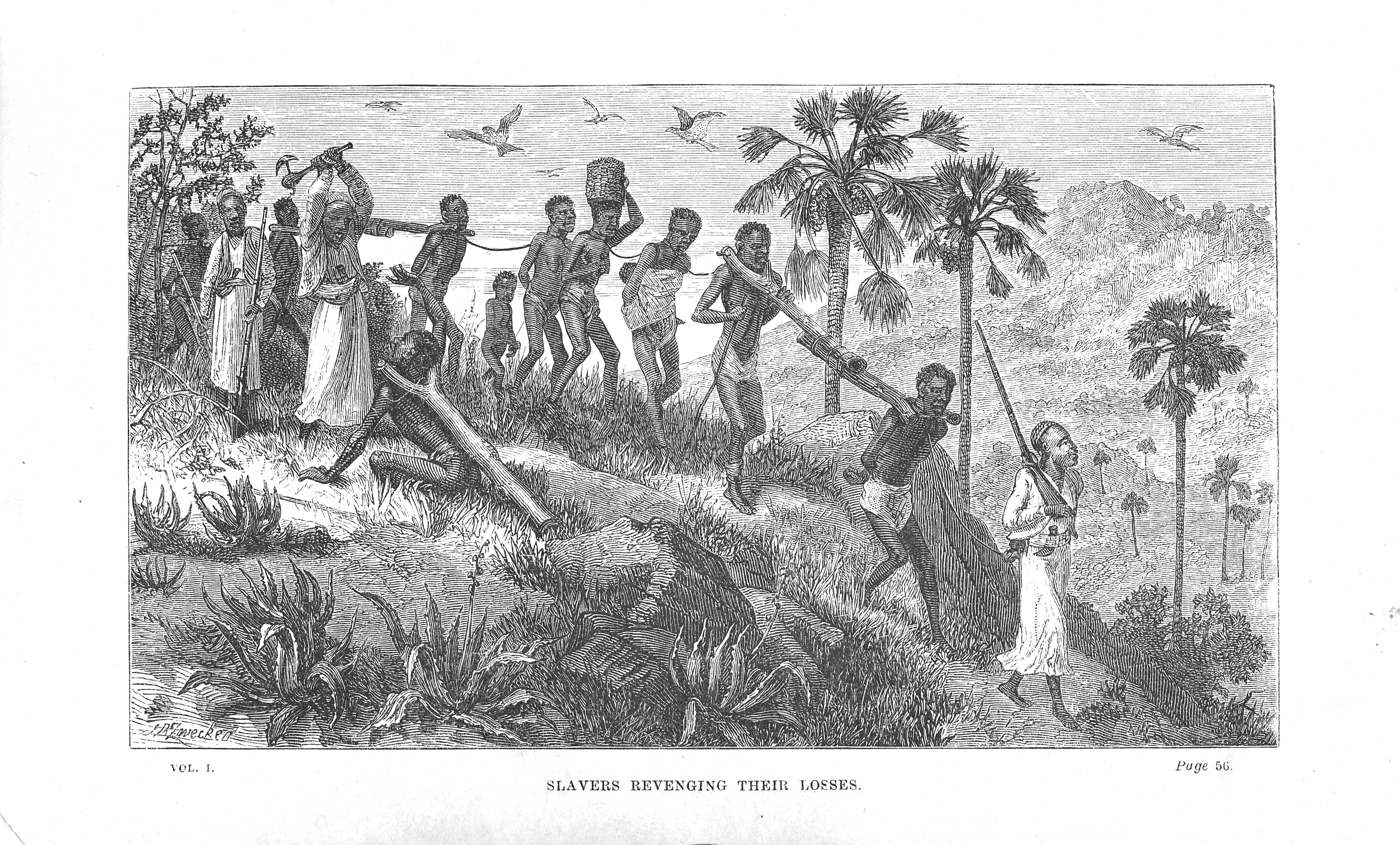
Những người buôn bán nô lệ Ả Rập và những người bị bắt giữ dọc theo sông Ruvuma ở Mozambique.

Buôn bán nô lệ Ả Rập, qua sa mạc Sahara và qua Ấn Độ Dương, bắt đầu sau khi người Hồi giáo Ả Rập và tiếng Swahili thương nhân giành quyền kiểm soát của Bờ biển Swahili và các tuyến đường biển trong thế kỷ thứ 9 (xem Vương quốc Hồi giáo Zanzibar). Những thương nhân này đã bắt những người dân tộc thổ dân (Zanj) từ nội địa ở Kenya, Mozambique và Tanzania ngày nay và đưa họ đến bờ biển. Ở đó, những người nô lệ dần dần bị đồng hóa ở các vùng nông thôn, đặc biệt là trên các đảo Unguja và Pemba.
Tác giả N'Diaye ước tính rằng có tới 17 triệu người bị bán làm nô lệ trên bờ biển Ấn Độ Dương, Trung Đông và Bắc Phi và khoảng 5 triệu nô lệ châu Phi đã được những người buôn nô lệ Hồi giáo vận chuyển qua Biển Đỏ, Ấn Độ Dương và sa mạc Sahara đến các nơi khác trên thế giới trong khoảng từ 1500 đến 1900. Nhà sử học Lodhi đã thách thức con số của N'Diaye, nói rằng "17 triệu? Làm sao có thể như vậy nếu tổng dân số châu Phi thời đó có thể chưa tới 40 triệu người? Những thống kê này không tồn tại trước đó." 
Các tù nhân đã được mua bán trên khắp Trung Đông. Việc mua bán nô lệ tăng tốc khi các tàu có kích cỡ vượt trội dẫn đến việc mua bán nhiều hơn và nhu cầu lao động lớn hơn trên các đồn điền trong khu vực. Cuối cùng, hàng chục ngàn tù nhân đã bị mua bán mỗi năm.
Việc buôn bán nô lệ ở Ấn Độ Dương là đa hướng và thay đổi theo thời gian. Để đáp ứng nhu cầu lao động phổ thông, nô lệ người thổ dân được những người buôn nô lệ Ả Rập từ Đông Nam Phi mua lại đã được bán với số lượng lớn trong nhiều thế kỷ cho khách hàng ở Ai Cập, Ả Rập, Vịnh Ba Tư, Ấn Độ, thuộc địa châu Âu ở Viễn Đông, đảo tại Ấn Độ Dương, Etiopia và Somalia.
Lao động nô lệ ở Đông Phi được lấy từ các dân tộc Zanj, Bantu sống dọc theo bờ biển Đông Phi. Người Zanj trong nhiều thế kỷ được vận chuyển như nô lệ của các thương nhân Ả Rập đến tất cả các quốc gia giáp với Ấn Độ Dương. Các caliph Umayyad và Abbasid đã tuyển mộ nhiều nô lệ Zanj làm lính và, ngay từ năm 696, đã có những cuộc nổi dậy của những người lính nô lệ Zanj ở Iraq. Một văn bản Trung Quốc lần thứ 7 thế kỷ đề cập đến các đại sứ từ Java trình bày các hoàng đế Trung Quốc với hai nô lệ Seng Chi (Zanj) làm quà tặng trong năm 614, và sách sử trong thế kỷ 8 và 9 đề cập đến nô lệ Seng Chí đã tới Trung Quốc từ vương quốc Hindu Sri Vijaya ở Java.